# عدالة انتقالية
تشيرالعدالة الانتقالية إلى مجموعة التدابير القضائية وغير القضائية التي قامت بتطبيقها دول مختلفة من أجل معالجة ما ورثته من انتهاكات جسيمة لحقوق الإنسان. وتتضمّن هذه التدابير الملاحقات القضائية، ولجان الحقيقة، وبرامج جبر الضرر وأشكال متنوّعة من إصلاح المؤسسات.
وليست العدالة الانتقالية نوعًا «خاصًّا» من العدالة، إنّما مقاربة لتحقيق العدالة في فترات الانتقال من النزاع و/أو قمع الدولة. ومن خلال محاولة تحقيق المحاسبة والتعويض عن الضحايا، تقدّم العدالة الانتقالية اعترافاً بحقوق الضحايا وتشجّع الثقة المدنية، وتقوّي سيادة القانون والديمقراطية.

## أهمية العدالة الانتقالية
على أثر انتهاكات جسيمة لحقوق الإنسان، يحقّ للضحايا أن يروا معاقبة المرتكبين ومعرفة الحقيقة والحصول على تعويضات.
ولأنّ الانتهاكات المنتظمة لحقوق الإنسان لا تؤثّر على الضحايا المباشرين وحسب، بل على المجتمع ككلّ، فمن واجب الدول أن تضمن، بالإضافة إلى الإيفاء بهذه الموجبات، عدم تكرار تلك الانتهاكات، وبذلك واجب خاص يقضي بإصلاح المؤسّسات التي إما كان لها يد في هذه الانتهاكات أو كانت عاجزة عن تفاديها.
وعلى الأرجح أنّ تاريخاً حافلاً بالانتهاكات الجسيمة التي لم تُعالج سيؤدي إلى انقسامات اجتماعية وسيولّد غياب الثقة بين المجموعات ومؤسّسات الدولة، فضلاً عن عرقلة الأمن والأهداف الإنمائية أو إبطاء تحقيقهما. كما أنّه سيطرح تساؤلات بشأن الالتزام بسيادة القانون وقد يؤول في نهاية المطاف إلى حلقة مفرغة من العنف في أشكال شتّى.
وكما يبدو جليًّا في معظم الدول حيث تُرتكَب انتهاكات لحقوق الإنسان، تأبى مطالب العدالة أن «تتلاشى».

## الأهداف والغايات
تهدف العدالة الانتقالية بشكل أساسي، إلى تحقيق المصالحة الوطنيّة، فبعد الإرث الكبير من انتهاكات حقوق الإنسان، تنحو المجتمعات إلى فقدان الثقة بحكم القانون، وبآليات العدالة التقليديّة، ويظهر ذلك جليّاً في الدول التي تعاني من الحروب والنزاعات الأهلية، حيث يتشكّل لديها الدافع القوي للرغبة بالانتقام، وهو ما يدخل المجتمع في دوّامة لا نهائيّة من العنف والعنف المتبادل.
كما تهدف العدالة الانتقالية إلى إصلاح مؤسسات الدولة، وعلى رأسها مؤسسة الجيش والأمن، وكافة المؤسسات المتورطة في ارتكاب انتهاكات حقوق الإنسان، أو التي لم تمنع ارتكابها. وبهذا تكون قد منعت، وإلى حد كبير، تكرار هذه الانتهاكات في المستقبل.

## استراتيجيات وأشكال العدالة الانتقالية
تشير التطبيقات الفعلية للمفهوم إلى أن أي برنامج لتحقيق العدالة الانتقالية عادة ما يهدف لتحقيق مجموعة من الأهداف تشمل: وقف الانتهاكات المستمرة لحقوق الإنسان، التحقيق في الجرائم الماضية؛ تحديد المسئولين عن انتهاكات حقوق الإنسان ومعاقبتهم، تعويض الضحايا؛ منع وقوع انتهاكات مستقبلية، الحفاظ على السلام الدائم، الترويج للمصالحة الفردية والوطنية.
- ولتحقيق تلك الأهداف، تتبع العديد من الاستراتيجيات بعضها ذي صبغة قضائية وبعضها لا يحمل هذه الصبغة، هي:

1. الدعاوى الجنائية: وتشمل هذه تحقيقات قضائية مع المسئولين عن ارتكاب انتهاكات حقوق الإنسان؛ وكثيراً ما يركز المدعون تحقيقاتهم على من يعتقد أنهم يتحملون القدر الأكبر من المسؤولية عن الانتهاكات الجسيمة أو المنهجية. ويمكن القول إن أول إعمال لهذه الآلية كان مع محاكمات نورمبرج التي أجريت للنازيين في ألمانيا بعد الحرب العالمية الثانية. وهي قد تتم على المستوى الإقليمي أو الدولي أو من قبل بعض الأجهزة الخاصة مثل المحكمة الخاصة بسيراليون.
2. لجان الحقيقة: وهي هيئات غير قضائية تجري تحقيقات بشأن الانتهاكات التي وقعت في الماضي القريب، وإصدار تقارير وتوصيات بشأن سبل معالجة الانتهاكات والترويج للمصالحة، وتعويض الضحايا وإحياء ذكراهم، وتقديم مقترحات لمنع تكرر الانتهاكات مستقبلا. عادة ما يتم تأسيس لجان الحقيقة من قبل السلطة التنفيذية في الحكومة، وتُمنح صلاحيات محددة، وقد تكون تلك الصلاحيات قضائية جزئية أو كاملة. تعتمد اللجان ف على تنظيم جلسات استماع علنية، حيث يتم الاستماع إلى شهادات الضحايا وأحيانًا الجناة. وتركز لجان الحقيقة على دراسة أنماط التفاعل وهياكل المؤسسات التي ساهمت في السماح بانتهاكات حقوق الإنسان أو معاقبتها أو دعمها، بدلاً من التركيز على الجناة الفرديين فقط. كما يمكن أن تتناول دور قطاعات مختلفة من المجتمع مثل الإعلام والقانون والصحة والقطاع التجاري في دعم النظام السابق.[2]
3. برامج التعويض أو جبر الضرر: وهذه مبادرات تدعمها الدولة، وتسهم في جبر الأضرار المادية والمعنوية المترتبة على انتهاكات الماضي؛ وتقوم عادة بتوزيع خليط من التعويضات المادية والرمزية على الضحايا، وقد تشمل هذه التعويضات المالية والاعتذارات الرسمية.
4. الإصلاح المؤسسي: وتستهدف إصلاح المؤسسات التي لعبت دورا في هذه الانتهاكات (غالبا القطاع الأمني والمؤسسات العسكرية والشرطية والقضائية.. وغيرها)، وإلى جانب تطهير هذه الأجهزة من المسئولين غير الأكفاء والفاسدينِ، غالبا ما تشمل هذه الجهود تعديلات تشريعية وأحيانا دستورية.
5. آليات أخرى: يشير الواقع إلى وجود آليات أخرى من قبيل جهود تخليد الذكرى وتشمل إقامة المتاحف والنصب التذكارية التي تحفظ الذكرى العامة للضحايا، وترفع مستوى الوعي الأخلاقي بشأن جرائم الماضي.

ويمكن أن تتم هذه الآليات على المستوى الوطني بشكل كامل، أو على المستوى الدولي أو على نحو مختلط أو هجين مثل الترتيبات الخاصة في سيراليون وتيمور الشرقية وكوسوفا، إذ يعد إنشاء الاستراتيجيات المختلطة أو الهجينة للعدالة الانتقالية استجابة منطقية للمشكلات التي تواجه الاستراتيجيات ذات الطابع الدولي مثل البعد الجغرافي والانفصال القيمي عن المجتمعات المعنية، ومن ثم فالاستراتيجيات الهجينة من المتوقع أن تكون أكثر قدرة على تحقيق المصالحة الوطنية والسلام الاجتماعي، لاسيما في حال اعتمادها على مجموعة من القيم الاجتماعية والثقافية قادرة على استيعاب الاختلافات في روايات الأطراف المختلفة للأعمال العدائية التي تكون هذه المجتمعات قد شهدتها.
من ناحية أخرى، لا تعمل آليات ومناهج العدالة الانتقالية بصورة منفصلة عن بعضها البعض إنما تعمل وفق رؤية تكاملية فيما بينها وقد تكون مكملة لبعضها البعض؛ فمثلا قد يعتبر البعض إن قول الحقيقة دون تعويضات خطوة بلا معنى، كما إن منح تعويضات مادية دون عمليات مكملة لقول الحقيقة والمكاشفة سيكون بنظر الضحايا محاولة لشراء صمتهم. كما إن تكامل عملية التعويض مع المحاكمات يمكن أن توفر جبرا للأضرار أكثر شمولا مما توفره كل على انفراد. وقد تحتاج التعويضات من جانب آخر إلي دعمها بواسطة الإصلاحات المؤسسية لإعلان الالتزام الرسمي بمراجعة الهياكل التي ساندت أو ارتكبت انتهاكات حقوق الإنسان.مع الأخذ في الحسبان إن النصب التذكارية غالباً ما تهدف إلي التعويض الرمزي والجبر المعنوي للأضرار.

## عناصر سياسة شاملة للعدالة الانتقالية
ليست مختلف العناصر المكوَّنة لسياسة العدالة الانتقالية عبارةً عن أجزاء في لائحة عشوائية، إنّما هي تتصل الواحدة بالأخرى عمليًّا ونظريًّا. وأبرز هذه العناصر الأساسية هي:
- المحاسبة والقصاص، ملاحظة جنائية للأشخاص الذين أنتهكوا حقوق الإنسان في النظام السابق
- المصالحة الوطنية، المصالحة السياسية لابد وأن يسبقها توافق سياسي أو اتفاق سياسي ونتفق علي السوابق الوطنية فلكي يكون هناك مصالحة تبدأ مصالحة ثم محاسبة ثم مصالحة.
- الملاحقات القضائية، لاسيّما تلك التي تطال المرتكبين الذين يُعتَبَرون أكثر من يتحمّل المسؤولية.
- جبر الضرر، الذي تعترف الحكومات عبره بالأضرار المتكبَّدة وتتّخذ خطوات لمعالجتها. وغالباً ما تتضمّن هذه المبادرات عناصر مادية (كالمدفوعات النقدية أو الخدمات الصحيّة على سبيل المثال) فضلاً عن نواحٍ رمزية (كالاعتذار العلني أو إحياء يوم الذكرى).
- إصلاح المؤسسات ويشمل مؤسسات الدولة القمعية على غرار القوى المسلّحة، والشرطة والمحاكم، بغية تفكيك – بالوسائل المناسبة – آلية الانتهاكات البنيوية وتفادي تكرار الانتهاكات الخطيرة لحقوق الإنسان والإفلات من العقاب.
- لجان الحقيقة أو وسائل أخرى للتحقيق في أنماط الانتهاكات المنتظمة والتبليغ عنها، وللتوصية بإجراء تعديلات وللمساعدة على فهم الأسباب الكامنة وراء الانتهاكات الخطيرة لحقوق الإنسان.

وهذه ليست بلائحة مغلقة. فقد أضافت دول مختلفة تدابير أخرى. فتخليد الذكرى، مثلاً، والجهود العديدة للحفاظ على ذكرى الضحايا من خلال إنشاء متاحف، وإقامة نصب تذكارية وغيرها من المبادرات الرمزية مثل إعادة تسمية الأماكن العامة، وغيرها، قد باتت جزءاً مهماً من العدالة الانتقالية في معظم أنحاء العالم.
ومع أنّ تدابير العدالة الانتقالية ترتكز على موجبات قانونية وأخلاقية متينة، إلّا أنّ هامش الاستيفاء بهذه الموجبات كبير، وبذلك ما من معادلة تناسب السياقات كافة.

## مستقبل العدالة الانتقالية
- إن تحقيق العدالة الانتقالية هو السبيل الوحيد الذي يضمن تحقيق العدالة والإنصاف للضحايا وبنفس الوقت يفتح الطريق لتحقيق المصالحة الوطنية، التي بدونها ستكون سوريا عرضةً لمزيد من الاحتراق وإراقة الدماء والتي سيقف وراءها الانتقام بكل تأكيد.

- إن المصالحة هي شكل من أشكال العدالة الانتقالية التي تكون ضرورية لإعادة تأسيس الوطن على أسس شرعية قانونية وتعددية وديموقراطية في الوقت ذاته.
- سوريا في حاجة إلى تأسيس جديد لنمط الشرعية قائم على نمط الشرعية الدستورية المؤسساتية، وتجاوز إرث الماضي الثقيل عبر مجموعة من الإجراءات تؤسس للدخول في “المصالحة الوطنية” عبر “العدالة الانتقالية” التي تتم من خلال إعادة البناء الاجتماعي، المصالحة الوطنية، تأسيس لجان الحقيقة، التعويض للضحايا، جبر الضرر، وإصلاح مؤسسات الدولة العامة اوخاصة الأجهزة الأمنية يفية التعامل مع الانتهاكات السابقة لحقوق الإنسان

- ممكن أن تتلخص بأربع نقاط:

1. تقوية الديمقراطية: يعتبر العديد من الأشخاص أن الديمقراطية لا يمكن بناؤها على أساس أكاذيب وأن جهوداً مستمرة ومنظمة وتوافقية لمواجهة الماضي يمكن أن تؤدي إلى ديمقراطية أكثر قوة. ويتم ذلك بشكل كبير من خلال إرساء المحاسبة (مثل مكافحة الإفلات من العقاب) ومن خلال بناء ثقافة ديمقراطية.
2. الواجب الأخلاقي في مواجهة الماضي: يستدل نشطاء حقوق الإنسان والضحايا وآخرون بأن ثمة واجباً أخلاقياً في التذكر، لقبول الضحايا والاعتراف بهم كضحايا. كما أن نسيان الضحايا والناجين من الفظائع يعتبر شكلاً من أشكال إعادة الإحساس بالظلم والإهانة.
3. من المستحيل تجاهل الماضي: ثمة تبرير آخر وهو أنه من المستحيل تجاهل الماضي أو نسيانه، فهو دائماً يطفو على السطح، لذلك من الأفضل إظهاره بطريقة بنّاءة وشافية. ويمكن أن نسمي البديل الآخر “بثورات” الذاكرة حيث يغلي الغضب وعدم الرضا تحت سطح الحياة السياسية وبالتالي ينفلتان من وقت لآخر.
4. لنمنع ذلك في المستقبل: يعتبر هذا المبرر أن التعامل مع الماضي يخلق نوعاً من الردع. فالتذكر والمطالبة بالمحاسبة هما وحدهما الكفيلان بالوقاية من وقوع أشياء فظيعة مجدداً في المستقبل.

## وصلات خارجية
- المركز الدولي للعدالة لانتقالية